# Ford Escort MK III
La Tercera generación del Ford Escort es un automóvil de turismo del segmento C producido por el fabricante norteamericano Ford Motor Company, desarrollado inicialmente por las filiales miembros del grupo Ford Europa, división que tiene a su cargo el desarrollo, producción y comercialización de vehículos de la marca, tanto en el mercado europeo como en otras partes del mundo. Esta generación, representó una renovación total y absoluta del modelo Escort, ya que fue desarrollado prácticamente desde cero, partiendo de un nuevo diseño de chasis y adoptando una nueva configuración mecánica que incluyó posicionamiento transversal del motor y la incorporación de la tracción delantera, lo que lo convirtió en el segundo modelo de Ford en adoptar este sistema, por detrás del Ford Fiesta que había sido presentado en 1976.
Su producción se inició en el año 1981, sucediendo a la segunda generación y siendo producido principalmente en el Reino Unido, Alemania y España. Al mismo tiempo, este vehículo trajo como novedad la incorporación definitiva del mercado sudamericano a sus plazas de producción y comercialización, luego de que entre 1977 y 1980 se produjera la segunda generación por sistema CKD en Montevideo. En este sentido, fue abierta una nueva línea de producción en la fábrica que Ford había adquirido a Willys en Sao Bernardo do Campo, suburbio de Sao Paulo, Brasil, donde sustituyó al Ford Corcel. Su producción finalizó con el lanzamiento a nivel mundial de la cuarta generación, la cual fue una reestilización de esta versión, pero que incluyó además novedades en el aspecto mecánico.
Fue comercializado en variantes liftback de 3 y 5 puertas, station wagon de 3 y 5 puertas, furgoneta de 2 puertas y cabriolet de 2 puertas. A su vez, en Sudáfrica fue presentada una camioneta pickup basada en el Escort que fue denominada Ford Bantam, complementando la gama comercial del Escort Van. A la par de esta nueva generación de Escort, Ford desarrolló un sedán de 4 puertas con las mismas características mecánicas y de diseño al que denominó como Ford Orion

## Desarrollo del vehículo

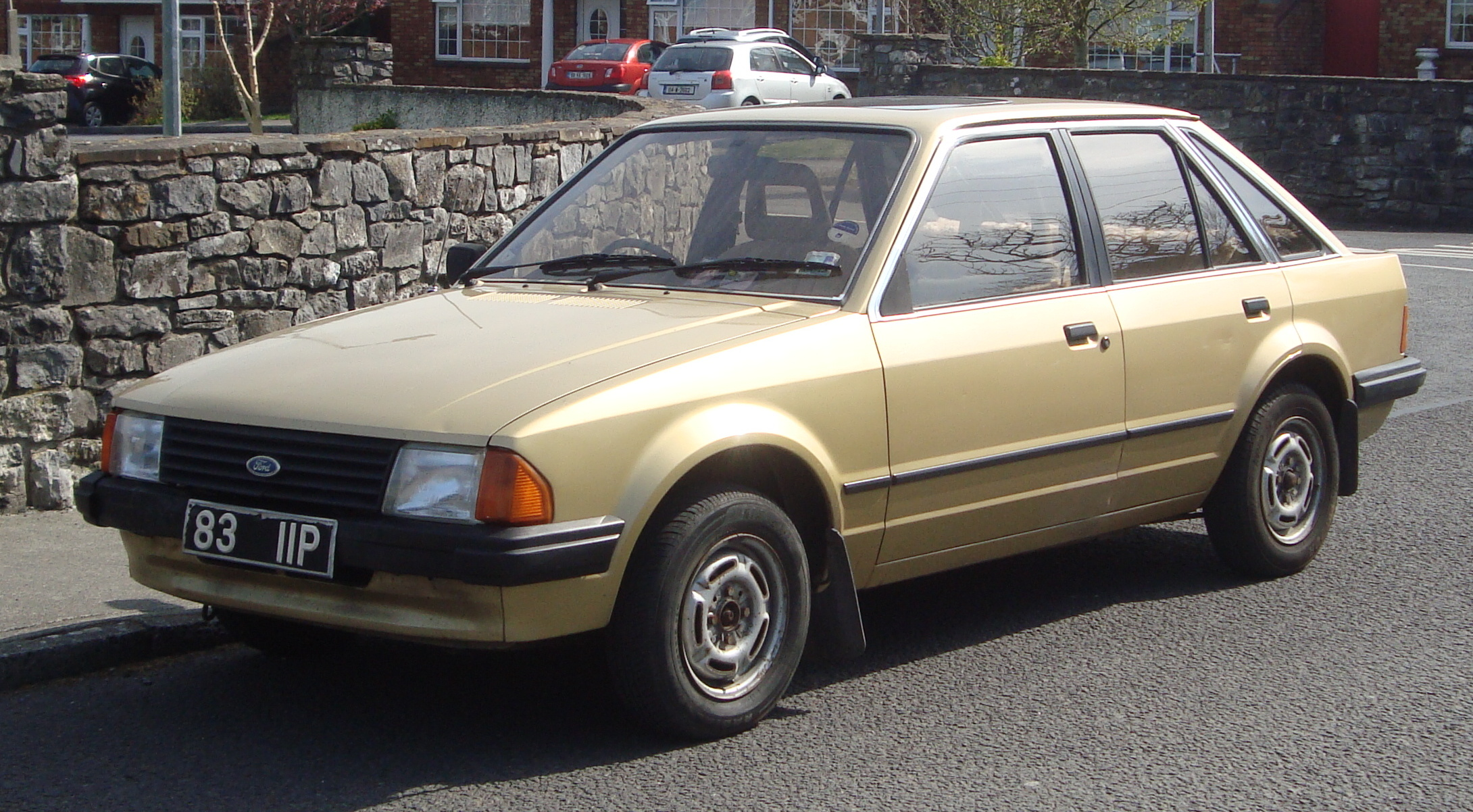
Ford Escort III 1981, 5 puertas

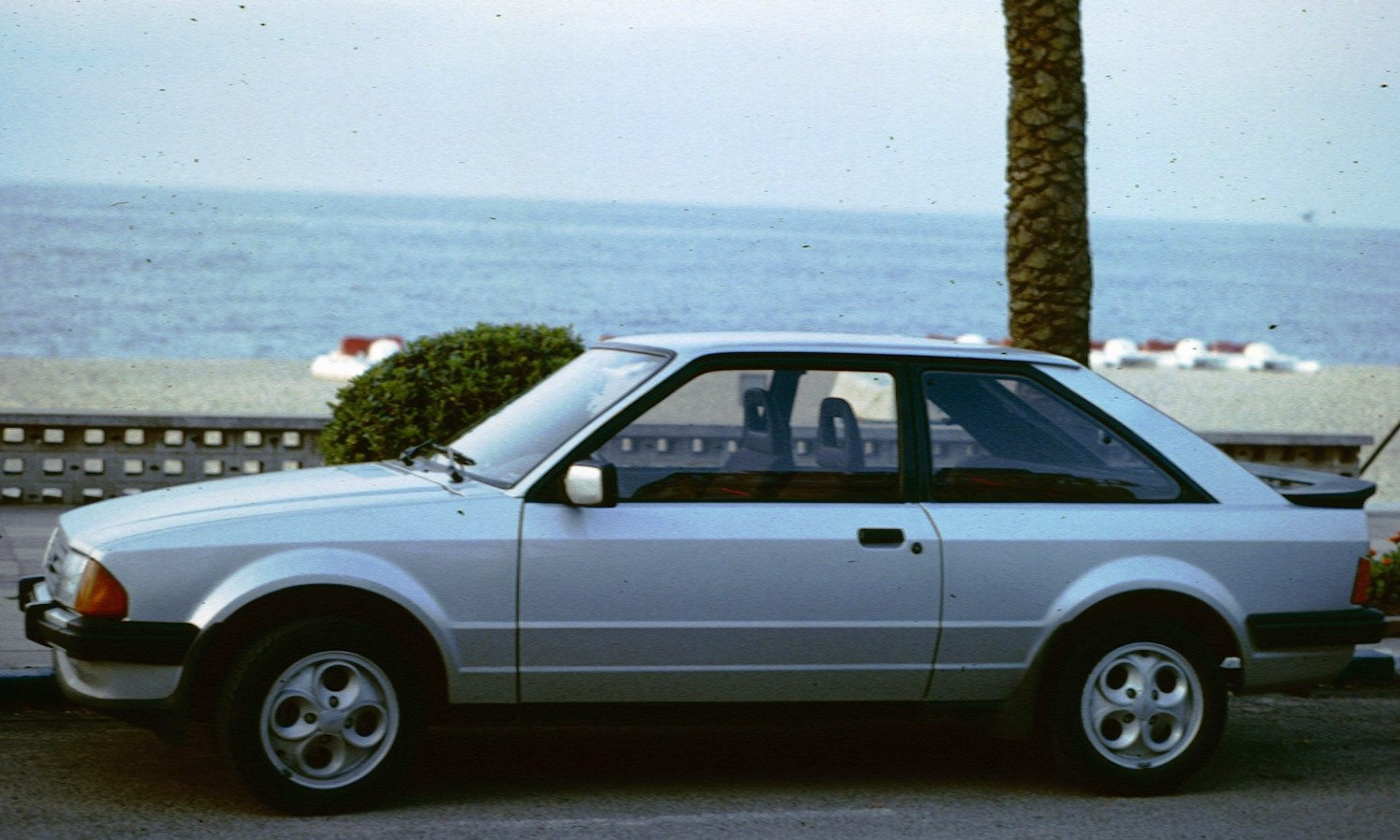
Ford Escort III 1981, 3 puertas

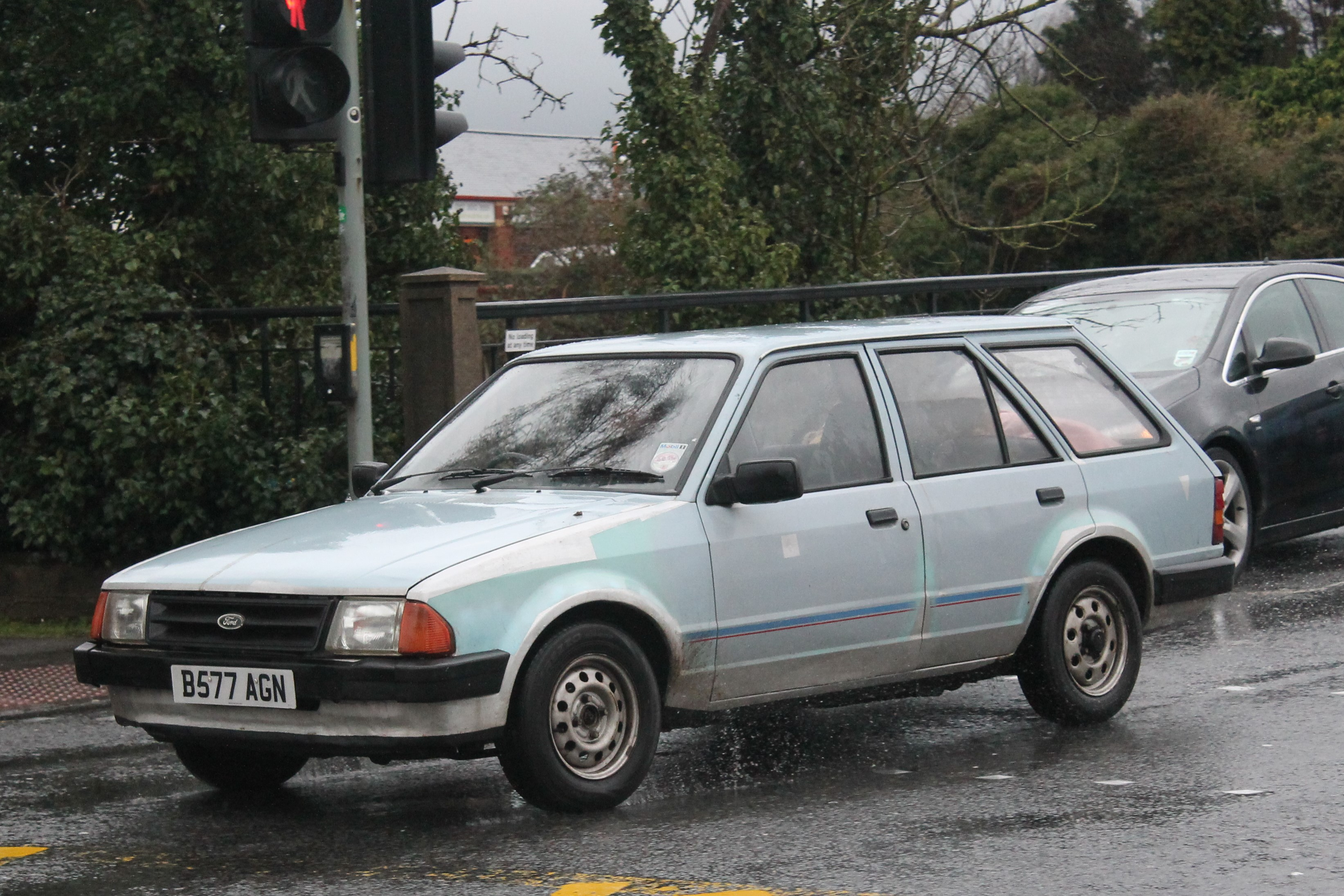
Ford Escort Station Wagon de 1984

La tercera generación del Ford Escort fue presentada en septiembre de 1980 siendo como sus antecesores desarrollada en las oficinas de Halewood, Inglaterra. Durante su etapa de desarrollo, este modelo fue bautizado con el nombre en código Erika, el cual en un principio iba a ser oficializado para su producción en serie, sin embargo, debido a que el Escort de segunda generación fue un total éxito en el Reino Unido, la clientela se mostró renuente a abandonar el término Escort, más aún teniendo en cuenta que en 1976 fue el modelo más vendido del país. A su vez, el término "Erika" tampoco era aceptado por el público alemán, ya que traía recuerdos relacionados con una recordada marcha militar utilizada durante la Segunda Guerra Mundial. En paralelo a esta presentación, la versión norteamericana que fue lanzada prácticamente al mismo tiempo, era un derivado lejanamente relacionado con su par europeo. 
La presentación de esta nueva generación del Escort disparó las ventas del modelo en el Reino Unido, logrando en 1982 superar al antiguo Ford Cortina como el auto más vendido del país y dando inicio a un reinado que se extendió a lo largo de ocho años en Gran Bretaña. A diferencia de la segunda generación, que había sido una reformulación de carrocería sobre la plataforma 1968 del Mark I, esta generación fue un desarrollo completamente nuevo, siendo concebido como un vehículo de alta tecnología y eficiencia, pensado para competir contra el Volkswagen Golf y el Honda Civic, modelos considerados como puntos de referencia del segmento C. Para ello, este Escort fue lanzado con el lema publicitario "Simple is Efficient" (en español, "Simple es eficiente").
Esta tercera generación fue una completa y total reformulación de las dos generaciones anteriores, presentando como principales cambios la proyección sobre un chasis totalmente nuevo y la adopción de la tracción delantera, lo que conllevó una reubicación de los impulsores en el vano motor, pasando a estar dispuestos en posición transversal con respecto al eje central del coche. Asimismo, su rediseño presentó inicialmente una única opción de carrozado, siendo esta un liftback con opción de 3 y 5 puertas. El lanzamiento de esta versión de Escort fue el segundo desarrollo de Ford en Europa que adoptó el sistema de tracción delantera, por detrás del más pequeño Ford Fiesta, presentado en 1976.
Con relación a su diseño, este automóvil se basó en el lenguaje de diseño contemporáneo que Ford venía aplicando en esa época, presentando una parrilla de radiador en forma de tiras horizontales de color negro, con las farolas delanteras levemente inclinadas hacia atrás. Al mismo tiempo, fue incluido el colín aerodinámico en la parte trasera del coche (registrado por Ford como Aeroback) que más tarde continuaría siendo desarrollado y aplicado en las versiones liftback de los futuros Ford Sierra y Scorpio. Con la implementación de este muñón se demostró de manera significativa la reducción del coeficiente de resistencia aerodinámica del automóvil a Cx=0,37, lo que lo convirtió en líder de su clase.
Otra novedad tuvo que ver en el aspecto mecánico, ya que fueron implementados los nuevos motores CVH con árbol de levas a la cabeza, y con opciones de cilindrada de 1.1, 1.3 y 1.6 litros. Sin embargo, a pesar de haberse presentado la opción CVH 1.1 L, sus altos costos de producción hicieron que su fabricación fuera cancelada en el año 1982, recurriéndose para cubrir esa franja a los antiguos motores "Valencia" (denominados así por ubicarse su producción en la localidad valenciana de Almusafes) derivados del motor Ford Kent de 1.1 litros que equipaban a los Ford Fiesta. Con relación a su sistema de suspensiones, estas eran completamente independientes en todos los aspectos, partiendo de un arcaico arreglo de ballestas aplicado en las generaciones anteriores. Estas novedades le permitieron al Escort ser votado como el Coche Europeo del Año en 1981, enfrentándose al italiano Fiat Panda y al MG Metro, representante de la British Leyland.
Desde su lanzamiento, este Escort estaba disponible en versiones Base, L, GL, Ghia y XR3, esta última exclusivamente para la versión liftback de 3 puertas. Una novedad que incorporó a partir del año 1982], fue una caja manual de 5 velocidades la cual se estandarizó para toda la gama de modelos con motorización 1.6 L, mientras que era opcional para las versiones con motor 1.3 L. Asimismo, una serie de ítems estaban disponibles, ya sea como equipamiento estándar u opcional, siendo incluidos un techo solar inclinable y deslizante, cierre centralizado de puertas y levantacristales eléctricos. Al mismo tiempo, la mayoría de los modelos con excepción de las versiones Base y L, estaban equipados con sistemas luminosos de verificación, con luces testigos para niveles bajos de combustible, aceite, refrigerante, enjuague de parabrisas y para pastillas de freno desgastadas. La dirección asistida no estaba disponible para la versión europea, pero sí para la versión norteamericana del Escort. Para 1983 fue incorporada la transmisión automática Ford ATX de tres velocidades, la cual había sido desarrollada principalmente para el Escort americano, siendo incluida en el paquete opcional de las versiones 1.6 L unos años después del lanzamiento de este Escort.

### Vehículos comerciales

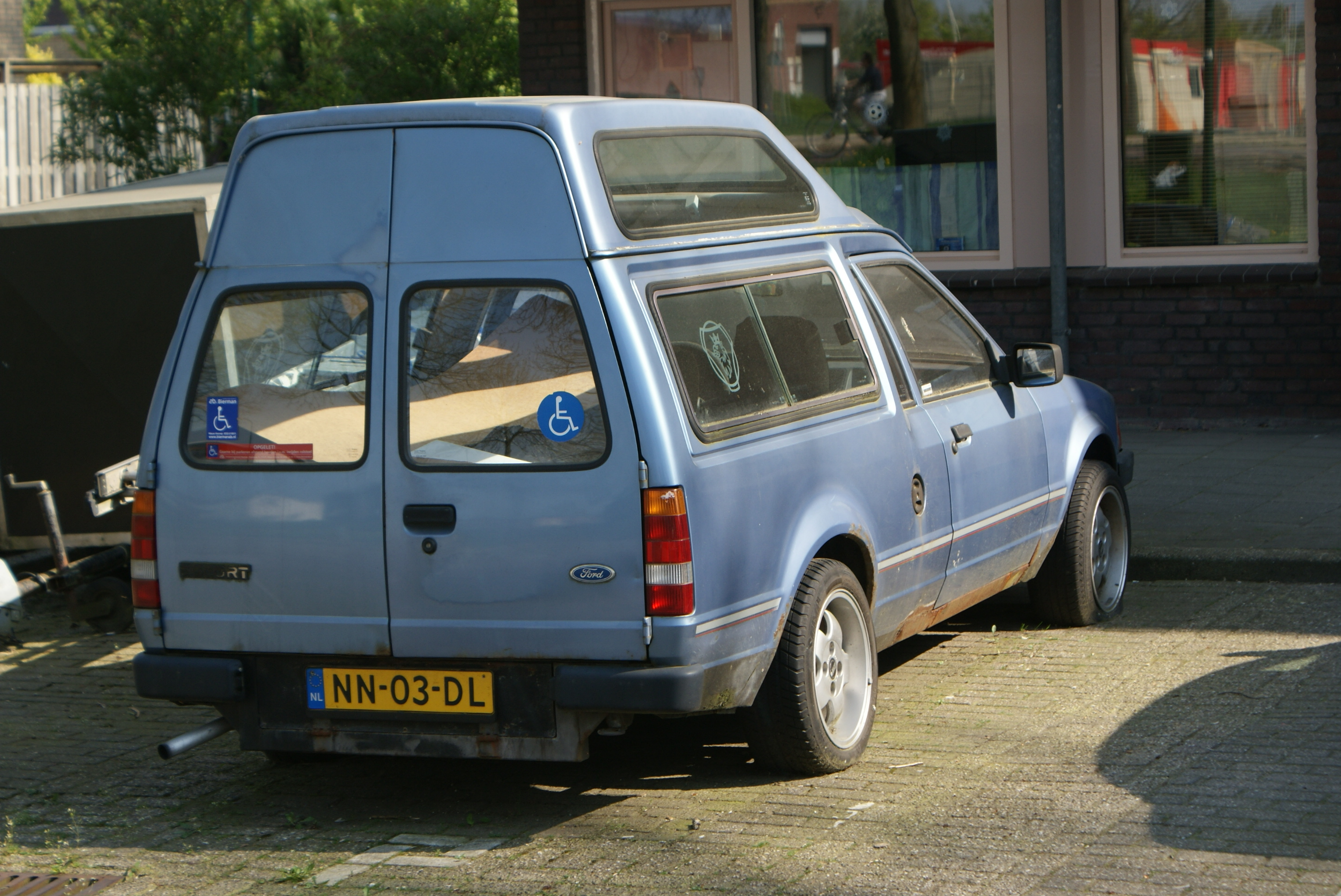
Ford Escort Van 1985

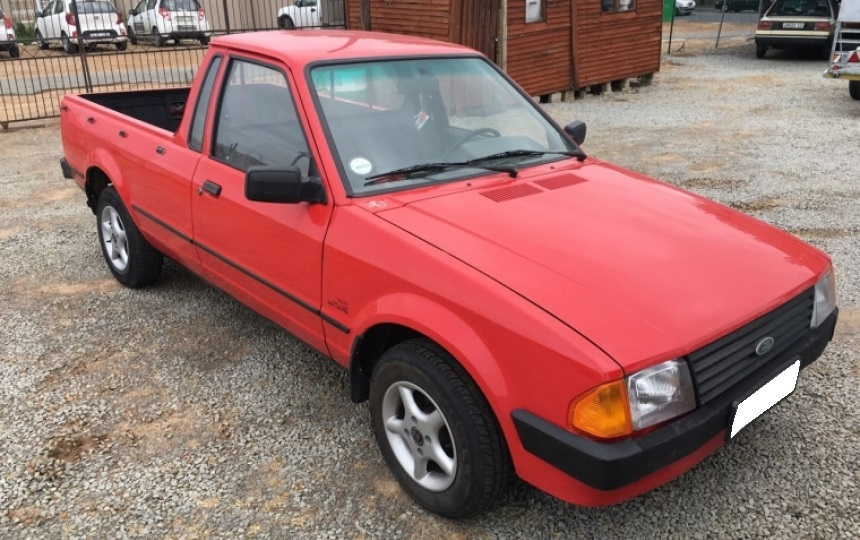
Ford Bantam

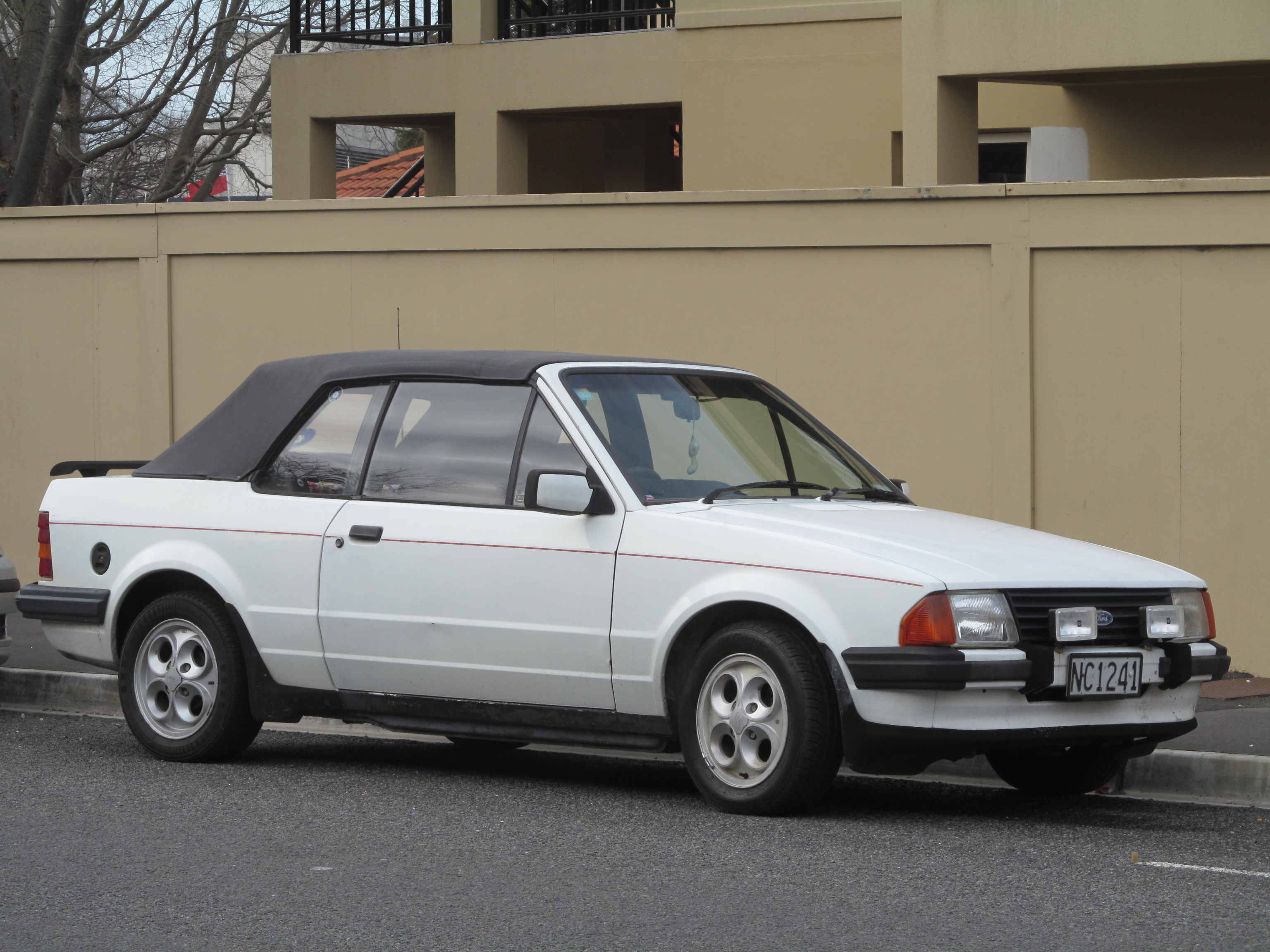
Ford Escort Cabriolet

La versión furgoneta de dos puertas de la tercera generación del Escort llegó al mercado en el mes de febrero de 1981. Esta presentación estuvo ligeramente retrasada a causa de los grandes remanentes existentes de la versión furgoneta del Escort MK II. Esta versión ofrecía portones traseros simétricos y pequeñas e inusuales lunetas por detrás de las puertas traseras, las cuales sin embargo proporcionan una mayor visibilidad por encima del hombro del conductor. Sin estos implementos, la visual se dificultaba principalmente por el hecho de que esta versión se fabricaba con las puertas delanteras de la versión 5 puertas. Un derivado de esta versión furgoneta del Escort, fue una pickup desarrollada y producida en Sudáfrica que fue denominada como Ford Bantam.

### Producción en Brasil
En el mes de julio del año 1983, fue inaugurada la línea de producción de la tercera generación del Ford Escort en Brasil. Esta línea fue puesta en funcionamiento en el complejo que Ford adquirió a la desaparecida Willys Overland do Brasil, en la localidad de São Bernardo do Campo, suburbio de São Paulo. Con esta producción, se dio inicio a la conquista del mercado sudamericano por parte del Escort. Este modelo fue producido únicamente en versión liftback, con opciones de 3 o 5 puertas. Debido a las altas temperaturas reinantes en este país, Ford equipó a la versión de tres puertas con un sistema de ventanillas traseras rebatibles, algo que nunca se había desarrollado en las versiones ofrecidas en el mercado europeo. Al mismo tiempo, otra diferencia marcada con Europa fue la incorporación del motor de desarrollo local Ford CHT, impulsor que fuera desarrollado por la filial brasileña de Ford sobre la base del motor Cléon-Fonte de Renault y que había sido utilizado para equipar al modelo Ford Corcel, nacido como fruto de los acuerdos entre Ford, Willys y Renault como parte de la adquisición de la planta de Sao Bernardo. Estos motores, que fueron aprovechados para equipar a los nuevos Escort, se encontraban disponibles en versiones 1.3 L (1341 cc) y 1.6 L (1555 cc). Ambos impulsores ofrecieron también versiones alimentadas a base de alcohol, los cuales desarrollaban una potencia marginalmente mayor. Originalmente, era ofrecido en versiones Base, LX o GLX, con cajas manuales de 4 o 5 velocidades, mientras que en octubre de 1983, se agregó la lujosa versión Ghia.
Además de ser destinado al mercado sudamericano, esta versión del Escort fue exportado a los países de la Escandinavia (Suecia, Dinamarca, Noruega y Finlandia) entre 1983 y 1986, donde reemplazó a la versión de bajo costo del Escort, producida en Alemania. Sin embargo, este modelo tuvo muy mala reputación entre los compradores de la región, debido a que presentaba graves problemas de oxidación en su carrocería, además de problemas con los revestimientos húmedos del motor CHT. Estos motores también fueron adaptados para su funcionamiento alternativo con gasolina o mezcla compuesta con un porcentaje de entre 15 y 20% de etanol más gasolina, sin embargo la utilización de este último compuesto generaba problemas en el uso de gasolina común. Otra versión importada fue el Escort LX, el cual era destinado a Suiza, pero se lo equipaba con impulsores más grandes.
Hacia finales de 1983 se produjo también en Brasil una versión del modelo XR3 que venía equipada únicamente con una versión preparada del motor de 1.6 litros, pero para funcionamiento exclusivo a base de alcohol. En materia de equipamiento, este Escort presentaba mejoras a nivel interno y externo, teniendo como elementos más destacables un spoiler trasero y llantas de aleación de 14". Por otra parte, el motor de este XR3 era capaz de desarrollar una potencia de 82.9 CV (61 kW), siendo este valor relativamente mayor que las versiones normales, pero no lo suficiente como para considerar a este coche como una versión deportiva. Finalmente, en 1985, la línea Escort incorporó su tercera opción de carrocería al lanzar el Escort Cabriolet, una versión producida en Brasil como resultado de un desarrollo conjunto entre Ford y la carrocera alemana Karmann, siendo su techo rebatible importado desde Alemania.

### Comercialización en Sudáfrica
En Sudáfrica, el Escort fue comercializado únicamente como versión liftback desde marzo de 1981. Esta versión fue ensamblada en este país, siendo prefabricada en Europa y equipado con los motores Valencia de 1.3 y 1.6 litros. Asimismo, como resultado de las leyes de regulación local de producción nacional, algunos componentes de estos coches eran producidos localmente, lo que constituyó la principal diferencia con los productos europeos. Una versión muy difundida en este país fue el Escort XR3, el cual fue vendido con sistema de carburación normal y más tarde con alimentación a inyección, pasando a ser conocido como XR3i. A la par de esta versión, como se citó en el apartado de vehículos comerciales, fue desarrollada y producida en ese país sobre la base del Escort MK III, una pickup que fue conocida como Ford Bantam.

### Versiones deportivas
Para competir con la versión GTI del Volkswagen Golf, en 1981 Ford desarrolló una versión de picante del Escort a la que denominó como XR3. Inicialmente, este modelo presentó una versión potenciada del motor CVH 1.6 L, al que se le proveyó de un carburador Weber de doble boca. Otros puntos en su equipamiento fueron su suspensión mejorada y numerosas alteraciones cosméticas, sin embargo a pesar de haber sido presentado como un coche de corte deportivo, continuaba equipado con una caja manual de 4 velocidades lo que no lo permitió en un primer momento a ajustarse a esa categoría. Esta alternativa tuvo su solución en octubre del año 1982 con la incorporación de la inyección de combustible, pasando el modelo a ser conocido como XR3i. Ocho meses después del lanzamiento del XR3i, más precisamente en mayo de 1983, fue presentada una versión limitada de 8659 ejemplares que fue denominada como RS1600i. Influenciado por el desempeño de sus antecesores en las pistas de competencias, esta nueva versión del Escort RS fue desarrollado en la planta de Ford en Colonia, recibiendo un potente motor de 115 CV (85 kW), producidos gracias a la incorporación de encendido computarizado, tapa de válvulas modificada e inyección de combustible.
Una última actualización de alto rendimiento del Escort llegó en octubre del año 1984, siendo conocido como RS Turbo.  Esta versión pasó a equipar un impulsor turboalimentado capaz de desarrollar 132 CV (97 kW) de potencia. A pesar de esta cifra, el lanzamiento del RS Turbo fue algo decepcionante, ya que su desarrollo se había pospuesto en reiteradas oportunidades, hasta su lanzamiento definitivo en el año 1985, siendo su chasis objeto de numerosas críticas. La primera serie de RS turbo fue comercializada exclusivamente en algunas naciones europeas, debido a que solo fueron producidos 5000 ejemplares todos de color blanco. Algunos ítems en su equipamiento incluyeron llantas de aleación similares a las del RS1600i, asientos Recaro y un diferencial de deslizamiento limitado.. Como caso particular quedó el único RS Turbo fabricado en color negro, el cual fue construido de manera exclusiva para la princesa Lady Di. La producción del RS Turbo continuó con la de la cuarta generación del Escort, presentada en el año 1986.

## Fichas técnicas
| Versiones       | Período   | Motor            | Cil.    | Tapa de válvula | Potencia                       | Torque              | Rel. Comp. |
| --------------- | --------- | ---------------- | ------- | --------------- | ------------------------------ | ------------------- | ---------- |
| Escort 1.1 LC   | 1981-1983 | CVH 1.1 LC       | 1117 cc | OHV (8v)        | 40 kW (55 PS) a 6300 rpm       | 80 Nm a 6000 rpm    | 9,5:1      |
| Escort 1.1 LC   | 1982-1983 | Valencia 1.1 LC  | 1117 cc | OHV (8v)        | 39,7 kW (54 PS) a 5700 rpm     | 80,4 Nm a 3000 rpm  | 9:1        |
| Escort 1.1 HC   | 1981-1983 | CVH 1.1 HC       | 1117 cc | OHV (8v)        | 37-43 kW (50-59 PS) a 6300 rpm | 84 Nm a 6000 rpm    | 9,5:1      |
| Escort 1.1 HC   | 1982-1983 | Valencia 1.1 HC  | 1117 cc | OHV (8v)        | 37 kW (50 PS) a 5000 rpm       | 81,4 Nm a 2700 rpm  | 9,5:1      |
| Escort 1.3      | 1981-1985 | CVH 1.3          | 1296 cc | OHV (8v)        | 51 kW (69 PS) a 6300 rpm       | 100 Nm a 6000 rpm   | 9,5:1      |
| Escort 1.6      | 1981-1985 | CVH 1.6 HC VV    | 1596 cc | OHV (8v)        | 51–58 kW (70–79 PS) a 5800 rpm | 125 Nm a 3000 rpm   | 9,5:1      |
| Escort XR3i HC  | 1982-1985 | CVH 1.6 HC FI    | 1596 cc | OHV (8v)        | 77 kW (105 PS) a 6000 rpm      | 138 Nm a 4800 rpm   | 9,5:1      |
| Escort XR3i LC  | 1985      | CVH 1.6 LC FI    | 1596 cc | OHV (8v)        | 66 kW (90 PS) a 6000 rpm       | 126 Nm a 3300 rpm   | 8,5:1      |
| Escort RS Turbo | 1985      | CVH 1.6 HC Turbo | 1596 cc | OHV (8v)        | 97 kW (132 PS) a 6000 rpm      | 180 Nm a 3000 rpm   | 8,3:1      |
| Escort 1.3 Base | 1983-1985 | CHT 1.3          | 1341 cc | OHV (8v)        | 62,8 CV a 5000 rpm             | 10,5 kgm a 2800 rpm | 12:1       |
| Escort 1.3 LX   | 1983-1985 | CHT 1.3          | 1341 cc | OHV (8v)        | 56,7 CV a 5000 rpm             | 9,9 kgm a 2800 rpm  | 9:1        |
| Escort 1.6 GLX  | 1983-1985 | CHT 1.6          | 1555 cc | OHV (8v)        | 73 CV a 5200 rpm               | 11,6 kgm a 3600 rpm | 12:1       |
| Escort 1.6 Ghia | 1983-1985 | CHT 1.6          | 1555 cc | OHV (8v)        | 65,1 CV a 4800 rpm             | 10,8 kgm a 4200 rpm | 9:1        |

## Fábricas
- Halewood, Merseyside, Inglaterra
- Almusafes, Valencia, España
- Saarlouis, Alemania
- São Bernardo do Campo, São Paulo, Brasil
- Silverton, Pretoria, Sudáfrica (CKD y Ford Bantam)

## Artículo relacionado
- Ford Escort